# Jean A. Roché
Pour les articles homonymes, voir Roché.
Jean Alfred Roché, né à Royan le 12 août 1894 et mort le 19 février 1981 à Hampton (Virginie), est un ingénieur aéronautique américain d’origine française.
Diplômé ingénieur en mécanique de l’université Columbia, il dirigea le bureau d’études d’Huntington Aircraft Company, Garden City, Long Island en 1915. Après un passage chez Polson Iron Works à Toronto, Canada en 1916, il fut assistant de l’ingénieur en chef chez Standard Airplane Co, Plainfield, New Jersey. En 1917 il devint conseiller technique à la Division du Matériel de l’Air Corps, un poste qu’il occupera jusqu’à sa retraite en 1960.
Devenu chef des conseillers techniques et ingénieurs aéronautiques de l’US Army Air Force Materiel Command à Langley Field, Virginie, et conseiller auprès du NACA, il travaillera durant la Seconde Guerre mondiale en collaboration étroite avec les industriels fournisseurs de l’Air Force et les laboratoires du NACA à Langley. 
Jean A. Roché a déposé 20 brevets concernant divers aspects de la construction d’aéronefs, et participé au développement de nombreux avions militaires et commerciaux, mais il est surtout connu du grand public pour avoir conçu l’Aeronca C-2, le premier avion léger produit en série aux États-Unis. 